# World in My Corner
World in My Corner (Brasil: Um Mundo Entre Cordas / Portugal: Luzes no Ringue) é um filme estadunidense de 1955 do gênero drama de boxe, dirigido por Jesse Hibbs e estrelado por Audie Murphy e Barbara Rush.
Murphy preparou-se para o papel de um pugilista meio-médio treinando com o lutador profissional Chico Vejar, que também atua no filme.

## Sinopse
Nascido e criado na miséria, o pretendente a pugilista Tommy Shea é descoberto por Robert Mallinson, que o chama para treinar em sua mansão em Long Island. Tommy apaixona-se pela filha de Robert, Dorothy, e para sustentá-la vai trabalhar com Harry Cram, um promotor de lutas desonesto. Após derrotar vários adversários, Tommy desafia o campeão dos meio-médios, que, entretanto, procura suborná-lo para que entregue a luta. A princípio, ele aceita, mas em seguida começa a ter problemas com sua consciência.

## Elenco
| Ator/Atriz      | Personagem        |
| --------------- | ----------------- |
| Audie Murphy    | Tommy Shea        |
| Barbara Rush    | Dorothy Mallinson |
| Jeff Morrow     | Robert Mallinson  |
| John McIntire   | Dave Bernstein    |
| Tommy Rall      | Ray Kacsmerek     |
| Howard St. John | Harry Cram        |
| Chico Vejar     | Al Carelli        |